# هوراس جيمس
هوراس جيمس (بالإنجليزية: Horace James)‏ (20 ديسمبر 1984 في جامايكا - ) هو لاعب كرة قدم جامايكي في مركز الوسط. لعب مع نادي إس إتش بي دا نانغ ونادي ادمونتون وHighgate United F.C. (Jamaica) ‏ وPerak F.C. ‏ وSt. George's S.C. ‏ ومونتيغو باي يونايتد ‏ وأتلانتا سيلفرباكس.

## وصلات خارجية
- هوراس جيمس على موقع قاعدة بيانات كرة القدم.إي يو (الإنجليزية)
- هوراس جيمس على موقع Soccerway.com (الإنجليزية)